# قره‌اغاج علیا (ارومیه)
قره‌اغاج علیا (ارومیه)، روستایی از توابع بخش مرکزی شهرستان ارومیه در استان آذربایجان غربی ایران است.

## جمعیت
این روستا در دهستان بکشلوچای قرار دارد و براساس سرشماری مرکز آمار ایران در سال ۱۳۸۵، جمعیت آن ۳۷۶ نفر (۱۰۱خانوار) بوده‌است.